# Open Hardware
Open Hardware – termin odnoszący się do sprzętu (zwykle elektronicznego oraz komputerowego), który został stworzony na podobnych zasadach co oprogramowanie FLOSS (jak np. GNU/Linux, OpenOffice.org czy Mozilla Firefox).
Open Hardware stanowi część tej samej kultury FLOSS, z tą tylko różnicą, że odnosi się do sprzętu. Jest to jednak o wiele mniej popularne zagadnienie od otwartego oprogramowania, chociażby z powodu cen samych części niezbędnych do stworzenia dowolnego projektu. Z reguły należy się też wykazać większą wiedzą i umiejętnościami niż wymaga tego samo programowanie.

## Przykłady
Charakterystycznym przykładem architektury otwartej w dziedzinie sprzętu komputerowego jest konstrukcja komputerów z rodziny IBM PC XT, AT i późniejszych. Konstrukcje te zostały zaproponowane przez IBM na początku lat osiemdziesiątych. Wraz z komputerami firma ta opublikowała pełną dokumentację techniczną oraz kody źródłowe oprogramowania podstawowego (m.in. BIOS). Zdarzenie to zapoczątkowało masowe kopiowanie i produkcję tzw. komputerów-klonów PC, trwające do dzisiejszego dnia. Wpływ tego posunięcia firmy IBM na rozwój komputeryzacji na świecie był ogromny. W ciągu relatywnie krótkiego czasu komputery o architekturze zgodnej z PC XT, a później z PC AT praktycznie wyparły maszyny innych producentów z zastosowań na rynku masowym. Wyraźnym efektem dla klientów była znaczna obniżka cen komputerów dzięki większej konkurencji na rynku sprzętu komputerowego. Zjawisko to obecnie jest określane jako tzw. standaryzacja platformy sprzętowej, na której ugruntowana została pozycja architektury dzisiejszych komputerów PC, zwana również architekturą Wintel (zbitka słów Windows i Intel).

### Wykorzystanie w nauce
Istnieje książka z opisem wykorzystania sprzętu „open hardware” do budowy (a przede wszystkim obniżenia kosztów) laboratorium naukowego.

### Drukarka atramentowa
Jednym ze współczesnych projektów jest drukarka atramentowa. Ma to znaczenie, gdyż producenci drukarek atramentowych dostępnych do użytku domowego często dołączają do nich liczniki, po których przepełnieniu drukowanie mimo sprawnego sprzętu jest niemożliwe.

### Respirator na zasadach otwartoźródłowych
Jednym z problemów związanych z pandemią COVID-19 jest brak respiratorów, zwłaszcza w krajach, gdzie szacuje się dużą liczbę osób do wyleczenia. Rezerwa strategiczna Stanów Zjednoczonych wynosi zaledwie 10 tysięcy respiratorów. W celu zwiększenia dostępności respiratorów opracowano projekt respiratora na zasadach otwartoźródłowych (open hardware, podobne zasady jak przy wielu systemach w rodzaju Linuxa). Projekt ten jest opracowywany przez naukowców z całego świata.